# Bolesław Kulesiński
Bolesław Kulesiński (ur. 7 sierpnia 1893 w Wilnie, zm. wiosną 1940 w Charkowie) – polski działacz niepodległościowy, urzędnik, porucznik piechoty rezerwy Wojska Polskiego, ofiara zbrodni katyńskiej.

## Życiorys
Urodził się 7 sierpnia 1893 w Wilnie, w rodzinie Kazimierza i Wandy z Boczkowskich (1866–po 1938), działaczki niepodległościowej, odznaczonej Medalem Niepodległości. Ukończył I Gimnazjum w Wilnie i Szkołę Rolniczą w Kownie, a następnie rozpoczął studia handlowe w Kijowie.
Jesienią 1916 został wcielony do armii rosyjskiej, w której szybko awansował na podoficera. W marcu 1917, po ukończeniu szkoły wojskowej, został mianowany oficerem. Następnie ukończył kursy obrony gazowej w Instytucie Górniczym w Jekaterynosławiu i formował kompanię polską w składzie 228 rezerwowego pułku piechoty oraz pełnił funkcję wiceprezesa tamtejszego Związku Wojskowych Polaków. Z armii rosyjskiej został zwolniony w marcu 1918, wstąpił do I Korpusu Polskiego w Rosji i latem tego roku awansował na podporucznika. Po demobilizacji korpusu, wstąpił jesienią 1918 do 4 Dywizji Strzelców Polskich. W Odessie ukończył kurs oficerski przy Francuskiej Misji Wojskowej. Po przybyciu dywizji generała Lucjana Żeligowskiego do Galicji Wschodniej został wcielony do 29 pułku strzelców kaniowskich. W styczniu 1920 został przeniesiony do służby w organach Oddziału II Sztabu Generalnego i mianowany porucznikiem. Od 1921 pełnił służbę na stanowisku kierownika Posterunku Informacyjnego nr 3 w Mołodecznie. Na początku 1922 został zdemobilizowany i przydzielony w rezerwie do 81 pułku piechoty w Grodnie. 8 stycznia 1924 został zatwierdzony w stopniu porucznika ze starszeństwem z 1 czerwca 1919 i 5151. lokatą w korpusie oficerów rezerwy piechoty. W 1934, jako oficer rezerwy pozostawał w ewidencji Powiatowej Komendy Uzupełnień Wilno Miasto i posiadał przydział do 1 pułku piechoty Legionów w Wilnie.
Po zwolnieniu z wojska uzupełnił studia agronomiczne na Uniwersytecie Stefana Batorego w Wilnie i pracował m.in. w Inspektoracie Rolnym w Oszmianie, a następnie w Okręgowym Urzędzie Ziemskim w Wilnie. Z dniem 1 kwietnia 1930 został w tym urzędzie mianowany asesorem w VIII stopniu służbowym”. Mieszkał w Wilnie przy ul. Mickiewicza 25 m. 18. Był członkiem (druhem) „Sokoła”, a w 1938 pełnił funkcję wiceprezesa Gniazda tej organizacji w Wilnie. W latach 20. był członkiem Stowarzyszenia Dowborczyków „Ku chwale Ojczyzny” Okręg Wileński. 27 stycznia 1927 został wybrany członkiem zarządu okręgu wspomnianego stowarzyszenia.
W nieznanych okolicznościach, po agresji ZSRR na Polskę (17 września 1939), dostał się do niewoli sowieckiej i został osadzony w obozie w Starobielsku. Wiosną 1940 został zamordowany przez funkcjonariuszy NKWD w Charkowie i pogrzebany potajemnie w bezimiennej mogile zbiorowej w Piatichatkach, gdzie od 17 czerwca 2000 mieści się oficjalnie Cmentarz Ofiar Totalitaryzmu w Charkowie. Figuruje na tzw. liście Gajdideja (poz. 1503).
5 października 2007 minister obrony narodowej Aleksander Szczygło mianował go pośmiertnie na stopień kapitana. Awans został ogłoszony 9 listopada 2007 w Warszawie, w trakcie uroczystości „Katyń Pamiętamy – Uczcijmy Pamięć Bohaterów”.

## Ordery i odznaczenia
- Krzyż Niepodległości – 20 grudnia 1932 „za pracę w dziele odzyskania niepodległości”[22][2][23]
- Krzyż Walecznych[1]
- odznaka Polskiej Ligi Wojennej Walki Czynnej[16]